# Nortelândia
Nortelândia es un municipio brasileño del estado de Mato Grosso. Se localiza a una latitud 14°27′17″ S y a una longitud 56°48′10″ O, estando a una altitud de 244 metros. Su población estimada en 2004 era de 5.798 habitantes.
Posee un área de 1355,71km².